# EMERGENCY the RADIO
『EMERGENCY the RADIO』（エマージェンシー ザ ラジオ）は2014年10月10日から2017年4月3日未明まで超!A&G+で配信されていたインターネットラジオ動画番組。

## 番組概要
声優音楽ユニット『EMERGENCY』の3人がパーソナリティを務めていたラジオ動画番組。
パーソナリティによるトーク、専用コーナー、ユニット関連情報の構成で番組が進行。

## 配信時間
超!A&G+（本配信）
- 2014年10月10日 - 2015年10月2日
  - 毎週金曜 22:30 - 23:00（リピート配信：毎週土曜 14:30 - 15:00、毎週月曜 10:30 - 11:00）
- 2015年10月12日 - 2017年4月3日
  - 毎週月曜（日曜深夜）1:30 - 2:00（リピート配信：毎週土曜 14:30 - 15:00）

ニコニコ動画 シーサイドチャンネル（アーカイブ配信）
- 2014年10月14日 - 10月26日
  - 本配信終了後更新
- 2014年11月1日 - 2015年10月3日
  - 毎週土曜更新
- 2015年10月12日 - 2017年4月3日
  - 毎週月曜更新

## パーソナリティ
- NEW YOUNG（小野坂昌也）
- CRAZY YU（小林ゆう）
- DANCING YUKARI（後藤友香里）

## コーナー
EMERGENCY 今週のミステイク!
EMERGENCY関連について紹介していくコーナー。
DANCING YUKARIの目指せクイズ王!CRAZYクイズ the BATTLE!
クイズ王を目指すDANCING YUKARIのコーナー。CRAZY YUが出題するクイズにパーソナリティ内で対決していく。
NEW YOUNG NO.1 51歳への道!
51歳を迎えたNEW YOUNGが、同じ51歳の有名人と様々な勝負を行う。
小野坂動物王国
動物王のNEW YOUNGがどんな動物を愛でているかを当てていく。

## 関連商品
※公式ネットショップは『シーサイドSHOP（EMERGENCY）』を参照。
| 販売日   | グッズ名                                                                               | 備考 |        |
| 2014年   | 2014年                                                                                 | 2014年 | 2014年 |
| -------- | -------------------------------------------------------------------------------------- | --- | ------ |
| 12月29日 | Tシャツ                                                                                | イベント『EMERGENCY“世界最速”COUNTDOWN LIVE〜Walkin‘Loopin’Party 2014→2014〜 ※誤植ではありません』会場販売 |        |
| 12月29日 | パーカー                                                                               | イベント『EMERGENCY“世界最速”COUNTDOWN LIVE〜Walkin‘Loopin’Party 2014→2014〜 ※誤植ではありません』会場販売 |        |
| 12月29日 | リストバンド                                                                           | イベント『EMERGENCY“世界最速”COUNTDOWN LIVE〜Walkin‘Loopin’Party 2014→2014〜 ※誤植ではありません』会場販売 |        |
| 12月29日 | マフラータオル                                                                         | イベント『EMERGENCY“世界最速”COUNTDOWN LIVE〜Walkin‘Loopin’Party 2014→2014〜 ※誤植ではありません』会場販売 |        |
| 12月29日 | キンブレ                                                                               | イベント『EMERGENCY“世界最速”COUNTDOWN LIVE〜Walkin‘Loopin’Party 2014→2014〜 ※誤植ではありません』会場販売 |        |
| 12月29日 | iPhone6 ケース                                                                         | イベント『EMERGENCY“世界最速”COUNTDOWN LIVE〜Walkin‘Loopin’Party 2014→2014〜 ※誤植ではありません』会場販売 |        |
| 12月29日 | トートバッグ                                                                           | イベント『EMERGENCY“世界最速”COUNTDOWN LIVE〜Walkin‘Loopin’Party 2014→2014〜 ※誤植ではありません』会場販売 |        |
| 12月29日 | チケットホルダー                                                                       | イベント『EMERGENCY“世界最速”COUNTDOWN LIVE〜Walkin‘Loopin’Party 2014→2014〜 ※誤植ではありません』会場販売 |        |
| 12月29日 | 折り畳み傘                                                                             | イベント『EMERGENCY“世界最速”COUNTDOWN LIVE〜Walkin‘Loopin’Party 2014→2014〜 ※誤植ではありません』会場販売 |        |
| 12月29日 | ラバーストラップ                                                                       | イベント『EMERGENCY“世界最速”COUNTDOWN LIVE〜Walkin‘Loopin’Party 2014→2014〜 ※誤植ではありません』会場販売 |        |
| 2016年   |                                                                                        | |        |
| 7月13日  | EMERGENCY“世界最速”COUNTDOWN LIVE〜Walkin‘Loopin’Party 2014→2014〜 ※誤植ではありません | - 同名イベントの映像企画 - Blu-ray版とDVD版の2種                                                           |        |